# Cantharis quadripunctata
Cantharis quadripunctata är en skalbaggsart som först beskrevs av Müller 1776.  Cantharis quadripunctata ingår i släktet Cantharis, och familjen flugbaggar. Arten är reproducerande i Sverige.